# Joué-du-Plain
Joué-du-Plain is een gemeente in het Franse departement Orne (regio Normandië) en telt 203 inwoners (1999). De plaats maakt deel uit van het arrondissement Argentan.

## Geografie
De oppervlakte van Joué-du-Plain bedraagt 14,0 km², de bevolkingsdichtheid is 14,5 inwoners per km².
De onderstaande kaart toont de ligging van Joué-du-Plain met de belangrijkste infrastructuur en aangrenzende gemeenten.

## Demografie
Onderstaande figuur toont het verloop van het inwonertal (bron: INSEE-tellingen).